# Przydroże Wielkie
Przydroże Wielkie [pʂɨˈdrɔʐɛ ˈvjɛlkʲɛ] (en alemán: Groß Schnellendorf) es un pueblo ubicado en el distrito administrativo de Gmina Korfantów, dentro del Condado de Nysa, Voivodato de Opole, en el sur de Polonia occidental. Se encuentra aproximadamente a 6 kilómetros al sur de Korfantów, a 18 kilómetros al este de Nysa, y a 35 kilómetros al suroeste de la capital regional Opole.
Antes de 1945, el área fue parte de Alemania.